# Líquido pericárdico
Líquido pericárdico é o líquido seroso segregado pela camada serosa do pericárdio na cavidade pericárdica. O pericárdio é constituído por duas camadas – uma camada fibrosa externa e uma camada fibrosa interna. Esta camada serosa apresenta duas membranas que encerram a cavidade pericárdica, para a qual é segregado o líquido pericárdico. O líquido é semelhante ao líquido cefalorraquidiano do cérebro, amortecendo e permitindo ao órgão movimentar-se.